# Hellveto
A Hellveto egy 1995-ben Filip Mrowiński (művésznevén L.O.N) által létrehozott egyszemélyes pagan metal/black metal projekt.

## Diszkográfia

### Nagylemezek
- Autumnal Night (2002)
- Medieval Scream (2003)
- Zemsta (2003)
- In Arms of Kurpian Phantom (2004)
- Epitaph (2005)
- Klątwa (2005)
- Prelude to Dying (2005)
- Zmierzch (2006)
- In the Glory of Heroes (2006)
- Stos (2006)
- Vision from the Past (2006)
- 966 (2007)
- Neoheresy (2008)
- Od południa na północ... (2009)
- Kry (2009)
- Wiara, nadzieja..., potępienie (2010)
- Damnaretis (2012)

### Egyéb
- Hellveto (first version) (demo, 1996)
- Winterforest (demo, 1998)
- Horned Sky (demo, 1999)
- Medieval Scream (demo, 2000)
- Hellveto (demo, 2001)
- Under the Sign of Ancient Gods / Burning Kingdoms (split, 2001)
- My Eternal Hegemony... (EP, 2002)
- When the River of Hate Tears Floods (split, 2005)

### Válogatások
- Shadow of the Blue / My Eternal Hegemony (2005)
- Visions from the Past / Stony Fathers of Winter (2006)
- Crusade / Autumnal Night (2007)
- Galeon And Hellveto (2007)

## Külső hivatkozások
- Bandcamp profil
- Metal Archives adatlap